# 国家会展中心（天津）
国家会展中心（天津），又称天津国家会展中心，位于天津市津南区海河中游南岸，是国家商务部与天津市共建的国家级会展中心，总建筑面积将达到120万平方米，2021年6月24日一期展馆正式启用。

## 区位
天津国家会展中心规划东至卫津河、南至天津大道、西至宁静联络线、北至海河南道，建设用地3.08平方公里。

## 建设进度
2012年4月26日，中国对外贸易中心(集团)与天津城市基础设施建设投资集团有限公司按照6:4的出资比例，共出资40亿元，在天津市津南区注册成立国家会展中心（天津）有限责任公司，负责投资建设、展馆运营、会展服务等。
2012年5月8日，商务部与天津市共建项目“国家会展中心”开工仪式在天津市津南区举行，开工仪式前，具体承办单位代表商务部的中国对外贸易中心与代表天津市的天津城市基础设施建设投资集团有限公司共同签署了《国家会展中心项目合作协议》。
该项目一度停工数年，天津地铁1号线东延长线工程随之暂缓。2018年1月10日，天津市津南区区长在去人大会议作2018年政府工作报告时表示，将重启国家会展中心建设工作。
2018年6月5日，在商务部召开部市共建天津国家会展项目专题会议，宣布正式重启天津国家会展中心项目相关事宜，计划于2020年底建成。
2020年8月，天津国家会展中心一期展馆主体结构建设完成。
2021年1月1日，天津国家会展中心一期展馆首次实现亮灯。
2021年6月24日，国家会展中心（天津）一期展馆正式启用，首展为中国建筑科学大会暨绿色智慧建筑博览会。
2022年11月至12月19日，国家会展中心展馆被临时改建为天津市市级方舱医院国家会展中心（天津）方舱医院。11月22日，国家会展中心配套的天津万豪酒店及福朋喜来登酒店被征用为疫情隔离酒店。
2025年6月24日至26日，第16届世界经济论坛新领军者年会在天津国家会展中心举行。

## 交通
天津地铁1号线东延长线设国家会展中心站。